# Горелова, Наталья Борисовна
Ната́лья Бори́совна Горе́лова (в девичестве За́йцева; род. 18 апреля 1973, Москва) — российская легкоатлетка, специалистка по бегу на средние дистанции. Выступала за сборную России по лёгкой атлетике в конце 1990-х — начале 2000-х годов, обладательница бронзовых медалей чемпионатов мира в дисциплине 1500 метров, многократная победительница и призёрка первенств национального значения, рекордсменка страны, участница летних Олимпийских игр в Сиднее. Представляла Москву. Заслуженный мастер спорта России (2001).

## Биография
Наталья Горелова родилась 18 апреля 1973 года в Москве.
Занималась бегом под руководством тренеров Б. Захарова, С. Д. Епишина, Е. И. Подкопаевой, Я. И. Ельянова. Воспитанница легкоатлетического отделения «Черёмушки» Центра спорта и образования «Самбо-70». Представляла спортивное общество Профсоюзов.
Впервые заявила о себе на международном уровне в сезоне 1992 года, когда вошла в состав Объединённой команды, созданной из спортсменов бывших советских республик, и выступила на юниорском чемпионате мира в Сеуле — стала здесь четвёртой в беге на 800 метров и восьмой в эстафете 4 × 400 метров.
Будучи студенткой, в 1993 году представляла Россию на Универсиаде в Буффало — стала в беге на 800 метров восьмой.
В 1994 году окончила Московский педагогический государственный университет по специальности «физическая культура».
На зимнем чемпионате России 1998 года в Москве выиграла бронзовую медаль на дистанции 800 метров.
В 1999 году на чемпионате России в помещении в Москве стала серебряной призёркой в беге на 800 метров. Попав в основной состав российской национальной сборной, выступила на чемпионате мира в помещении в Маэбаси, но с результатом 2:04,64 не смогла преодолеть предварительный квалификационный этап. На летнем чемпионате России в Туле одержала победу в дисциплине 800 метров и взяла бронзу в дисциплине 1500 метров. Бежала 800 метров на чемпионате мира в Севилье — с личным рекордом 1:57,90 финишировала в финале шестой.
На чемпионате России 2000 года в Туле стала второй в беге на 1500 метров и тем самым удостоилась права защищать честь страны на Олимпийских играх в Сиднее — на предварительном этапе показала результат 4:12,84 и не смогла пройти в полуфинальную стадию.
После сиднейской Олимпиады Горелова осталась в основном составе российской легкоатлетической сборной и продолжила принимать участие в крупнейших международных соревнованиях. Так, в 2001 году на зимнем чемпионате России в Москве она выиграла бронзовую и золотую награды в беге на 800 и 1500 метров соответственно, в то время как на чемпионате мира в помещении в Лиссабоне стала бронзовой призёркой на дистанции 1500 метров. В той же дисциплине позже взяла бронзу на чемпионате мира в Эдмонтоне. По итогам сезона удостоена почётного звания «Заслуженный мастер спорта России».
В 2003 году на зимнем чемпионате России в Москве с национальным рекордом 4:00,72 завоевала золотую медаль в беге на 1500 метров, а затем финишировала четвёртой на чемпионате мира в помещении в Бирмингеме.
Из-за череды травм вынуждена была сделать длительный перерыв в спортивной карьере.
В 2007 году вернулась к соревновательной практике и на чемпионате России в помещении в Волгограде в составе команды Москвы стала серебряной призёркой в программе женской эстафеты 4 × 800 метров.
Впоследствии служила в московской полиции, выступая на различных ведомственных соревнованиях. Работала тренером по лёгкой атлетике.